# Pirosmalite-(Fe)
La pirosmalite-(Fe) è un minerale del gruppo della pirosmalite.